# James McKenzie
James McKenzie (n. 13 august 1903, Edinburgh, Regatul Unit al Marii Britanii și Irlandei – d. 8 ianuarie 1931, Portobello⁠(d), Scoția, Regatul Unit) a fost un boxer ce a reprezentat Regatul Unit al Marii Britanii și al Irlandei de Nord, medaliat olimpic. A participat la o ediție a Jocurilor Olimpice (1924) în care a câștigat o medalie de argint.

## Participări
Lista de mai jos prezintă principalele competiții la care a participat James McKenzie de-a lungul carierei.
- boxe aux Jeux olympiques d'été de 1924 – poids mouches hommes[*]